# Kermaria-Sulard
Kermaria-Sulard (tiếng Breton: Kervaria-Sular) là một xã của tỉnh Côtes-d’Armor, thuộc vùng Bretagne, tây bắc Pháp.

## Dân số
Người dân ở Kermaria-Sulard được gọi là Kermarianais.